# POP JAM X'masスペシャル DJ OZMAのアゲ♂アゲ♂HOLY☆騎士
POP JAM X'masスペシャル DJ OZMAのアゲ♂アゲ♂HOLY☆騎士（ポップジャム・クリスマス スペシャル・ディージェイ オズマのアゲ・アゲ・ホーリー・ナイト）は、2006年12月23日深夜24:15 - 25:00（12月24日未明）にNHK総合テレビで放送された音楽特別番組である。

## 概要
当時のNHKの看板音楽番組だった『POP JAM』のスピンオフ企画で、DJ OZMA初の冠番組でもあった。
また、2008年時点でOZMAのNHKにおける最初で最後のメイン特番でもある。
なお、この特番放送後に流れた「第57回NHK紅白歌合戦」の番宣にOZMAがメッセージで登場した。

## 放送内容
DJ OZMAが中心となり、クリスマスの夜に、架空のホストクラブを開店し、OZMAがオーナー、OZMAファミリーがそれぞれホスト等に扮し、番組のゲスト（=来店客）をもてなすという設定で、ライブとトークを展開した。

## 出演
- DJ OZMA（オーナー役）
- DJ OZMAファミリー（ホストなど）
  - PANCHO、夜王“KING”純一、ほか
- 廣瀬智美（ヘルプ、当時NHK鹿児島放送局アナウンサー）

来店客
- 神奈月
- 高見沢俊彦（THE ALFEE）
- 田中知之（Fantastic Plastic Machine）
- 中村中
- VERBAL（m-flo）
- まちゃまちゃ
- MAX
- 森山直太朗
- YOU

その他
来店客以外にも、倖田來未、吉井和哉、宮藤官九郎、横山剣（クレイジーケンバンド）がVTRで出演し、コメントを寄せている。

## 曲目
1. アゲ♂アゲ♂EVERY☆騎士〜白い童話 ／DJ OZMA
2. 純情〜スンジョン〜 ／DJ OZMA・MAX
3. 恋しくて ／森山直太朗
4. White Christmas ／中村中
5. - ／DJ OZMA・DJ OZMAファミリー

## その後
この番組の放送から8日後の2006年12月31日に放送され、OZMAが白組で出場した『第57回NHK紅白歌合戦』でのOZMAの出演場面に、視聴者から苦情や抗議が殺到するなど、物議を醸す事態となった。
この紅白の一件について、NHKの橋本元一会長（当時）が2007年1月11日の定例会見で、OZMAのNHK出演は当面難しい、との見解を示した。
なお、その紅白騒動の影響からか、OZMAは2007年以降、NHK紅白歌合戦も含めたNHK音楽番組（POP JAM→MUSIC JAPAN）に出演していない。また、OZMA自身が2008年限りで「引退」（→2代目に襲名）を発表した事によって、OZMAは完全にNHKから消える形となってしまった。